# 孟加拉虎
孟加拉虎（学名：Panthera tigris tigris）又名印度虎，是目前数量最多，分布最广的虎之亚种，1758年，孟加拉虎成为瑞典生物学家卡尔·林奈为老虎命名时的模式标本，因而也就成了指名亚种。孟加拉虎主要分布在印度和孟加拉国。孟加拉虎也是这两个国家的珍稀动物。

## 特征
成年雄性孟加拉虎包括尾部的总体长为2.7至3.1公尺，重約200至270公斤。雌性虎体型较小，包括尾部的总体长为2.4至2.65公尺，平均重139.7公斤 最重可達180公斤。孟加拉虎的毛色为橙色至浅橙色，拥有深褐色至黑色条纹，腹部和四肢内侧为白色，尾部为褐色及橙色的环。白底黑纹的孟加拉白虎，一般是遗传基因突变所造成的结果，孟加拉虎擁有異常粗壯犬齒，在所有貓科動物之中最長和最大。
另外，老虎成長期分為由幼崽(Cubs)<12個月、幼年虎(Juveniles) 1至2歲、亞成年虎(Sub-adults) > 2至3歲、青壮年虎(Young-adults) > 3至5歲、成年虎(Prime-adults) > 5至10歲、老年虎(Old-adults) > 10歲）。

## 习性
孟加拉虎主要生活在印度和孟加拉国。在尼泊尔、不丹和中国也有少量的孟加拉虎。它们的栖息地较广，主要活动于印度和孟加拉国的孙德尔本斯三角洲的红树林，不过在其它地区的雨林和草原里也有它们的踪迹。
野生的孟加拉虎主食为白斑鹿、印度黑羚、野豬和印度野牛，有时也能爬树捕食灵长目的猎物。其它的捕食者，如豹、狼、豺、狐狸、鳄鱼、懒熊、也可能成为孟加拉虎的猎物。在比较罕见的情况下，孟加拉虎也攻击小象和犀牛。
孟加拉虎喜欢在夜间捕食。它瞄准猎物的咽喉，用它强大的咬劲直接咬断较小猎物的颈椎或让大型猎物窒息。它可在一餐内吃掉18至40千克(公斤)的肉，并在接下来几天内不进食。
在卡齊蘭加國家公園，老虎在2007年殺死了20只犀牛。
另外，孟加拉虎也有殺死灣鱷的記錄。Pranabes Sanyal博士是紅樹林生態系統的權威，1980年至1986年擔任孫德爾本斯虎保護區(Sundarbans Tiger Reserve)的前現場主管(the former field director)。Pranabes Sanyal博士在一份美國知識、文藝類的綜合雜誌The New Yorker(The Natural World April 21, 2008 Issue Tigerland)表示：「根據目擊者的報導，一隻一千八百磅的灣鱷被老虎殺死。」但是在孟加拉虎的獵食中，大都以有蹄類動物為主，鮮有捕殺灣鱷的機率，反倒是有灣鱷捕殺孟加拉虎的報導。
2017年6月，在 Kerala’s Wayanad至少有6頭是由於乾旱被老虎殺死的大象。
2009年12月，沼澤地溜進了一頭孟加拉虎，殺了一隻水牛後，攻擊一隻公象。村民發現受重傷的大象便通知森林部門。

## 研究与保护
孟加拉虎在中国被列为国家一级重点保护野生动物。捕杀及贩卖孟加拉虎在任何国家都是违法的。除了虎皮之外，在中国大陆和台灣对虎鞭、虎骨等传统药材也有地下的需求。
孟加拉虎为濒危物种，除了偷猎造成其物种数量减少外，还有一主要原因则是栖息地面积的骤减。
根据2005年的数据，野生的孟加拉虎总数剩下不到4000只。其中3500—3750只在印度，300—440只在孟加拉国，150—220只在尼泊尔，50—140只在不丹，而只有30—35只在中国。全球人工饲养的孟加拉虎有大约300只在印度。另有不足400只在泰国是拉差龙虎园。
2015年1月份，印度公布了一项野生虎普查结果，数据显示该国野生虎数量从2010年的1706只增长到2226只。

## 電影
2012電影，李安的作品《少年Pi的奇幻漂流》的劇情主角少年PI和一隻孟加拉虎共同生存，在海上漂流227天。